# Statens strålskyddsinstitut
Statens strålskyddsinstitut (SSI) var en svensk statlig tillsynsmyndighet som sorterade under Miljödepartementet. 1 juli 2008 upphörde SSI efter att ha sammanslagits med Statens kärnkraftinspektion (SKI) till den nya myndigheten Strålsäkerhetsmyndigheten (SSM).
SSI hade till uppgift att verka för att de skadliga effekterna av strålning skulle vara så små som möjligt på människor och miljö i Sverige. SSI fastställde gränsvärden för stråldoser till allmänheten och för dem som arbetar med strålning.  Verksamheten följde strålskyddslagen från 1988 samt miljöbalken sedan 1999. Utifrån strålskyddslagen utfärdade SSI föreskrifter och kontrollerade efterlevnaden. Vidare utfärdade myndigheten råd och rekommendationer, stödde och utvärderade forskning samt bedrev internationellt utvecklingssamarbete. SSI tillhandahöll även information till allmänheten och utbildning till vissa yrkeskategorier.

## Organisation
Myndigheten leddes av en generaldirektör som tillsättes av regeringen. Vidare hade SSI en styrelse och en forskningsnämnd. 2007 hade SSI en budget, finansierad med skattemedel och avgifter, på cirka 100 miljoner kronor per år. Myndigheten var 2008 belägen i Solna kommun och hade omkring 110 anställda. 

### Beredskap
För olyckor med strålning hölls beredskap dygnet runt. SSI kunde larmas automatiskt från någon av SSI:s 32 mätstationer för strålning runt om i landet men även från kärnkraftverken eller via larmtjänst. Larm kunde också komma via internationellt nätverk för informationsutbyte. Vid larm skulle Tjänsteman i Beredskap (TiB) på SSI kontaktas och besluta om vidare åtgärder. Vid en stor olycka kunde en ledningscentral upprättas med representanter från andra berörda myndigheter.

## Verksamhet
Huvuddelen av SSI:s verksamhet berörde joniserande strålning såsom strålning från radioaktiva ämnen, röntgenstrålning och UV-strålning. Även icke-joniserande strålning ingick dock i ansvarsområdet, så elektromagnetiska fält, mobiltelefoni och laser hade stor betydelse i verksamheten. Även ultraljud räknas enligt strålskyddslagen till strålning.
SSI reglerade, beviljade tillstånd för, utfärdade villkor för och inspekterade verksamhet med strålning. Det gällde kärnkraft men även strålning inom industri, forskning och vård. Konsumentprodukter som alstrar strålning, transporter av radioaktiva ämnen samt hantering av radioaktivt avfall var andra viktiga verksamheter som berördes.
SSI bedrev även miljöövervakning samt informerade om och reglerade radon i byggnader och dricksvatten.
Vid SSI fanns Riksmätplatsen för joniserande strålning vilket är ett nationellt standardlaboratorium för kalibrering av mätstorheter för stråldos. Riksmätplatsen har flyttats till Strålsäkerhetsmyndigheten.

## Historik
Sedan 1920-talet ledde Rolf Sievert fysiklaboratoriet vid Radiumhemmet. En del av arbetet som prioriterades var strålskydd. Från 1940-talet arbetade Sievert för upprättandet av en nationell myndighet för strålskydd vilket 1965 ledde till grundandet av Statens Strålskyddsinstitut. Sieverts medarbetare Bo Lindell blev föreståndare för SSI 1965 och han utnämndes 1980 till generaldirektör.

### SSI upphör som egen myndighet
I maj 2007 meddelade regeringen att SSI och Statens kärnkraftinspektion (SKI) skulle läggas samman i en ny myndighet. Ann-Louise Eksborg utsågs 1 november 2007 till särskild utredare av sammanläggningen och chef för den nya Strålsäkerhetsmyndigheten från 1 juli 2008 .

### Generaldirektörer genom tiderna
- Bo Lindell 1980–1982
- Gunnar Bengtsson 1982–1996
- Lars-Erik Holm 1996-2008
- Carl-Magnus Larsson 2008

### Riksmätplatsen
Mätverksamheten startades på 1920-talet Rolf Sievert, som också fick ge namn åt SI-enheten för dosekvivalent och effektiv dos. Under 1930-talet började man i Sverige använda primärnormaler men dessa övergavs på 1970-talet till förmån för sekundärnormaler som gav lika hög noggrannhet till en lägre kostnad. 1980 utsåg Sveriges regering doslaboratoriet vid SSI till riksmätplats för joniserande strålning.